# Розвідувальне співтовариство США
Розвідувальне співтовариство США (англ. United States Intelligence Community, IC) — група окремих урядових розвідувальних агенцій Сполучених Штатів і підпорядкованих їм організацій, які працюють як окремо, так і спільно, з метою ведення розвідувальної діяльності для підтримки зовнішньої політики та національної безпеки Сполучених Штатів. Організації-члени розвідувального співтовариства включають розвідувальні служби, воєнну розвідку, а також цивільні розвідувальні та аналітичні служби у федеральних департаментах виконавчої влади.
Діяльність розвідувального співтовариства контролюється Офісом Директора національної розвідки, очолюваного Директором Національної розвідки. Директор Національної розвідки підпорядковується безпосередньо президенту Сполучених Штатів.
Серед своїх різноманітних обов'язків, члени розвідувального співтовариства здійнюють зовнішню та внутрішню розвідку, сприяють військовому плануванню та займаються шпигунством. Розвідувальне співтовариство було засновано Указом № 12333, підписаним 4 грудня 1981 року президентом Рональдом Рейганом.
У 2010 році Вашингтон пост повідомила, що 1271 урядова організація та 1931 приватна компанія в 10 000 місцях у Сполучених Штатах працюють над боротьбою з тероризмом, внутрішньою безпекою та розвідкою, і що розвідувальне співтовариство в цілому об'єднує 854 000 осіб, які мають допуски до роботи з цілком таємною інформацією. Згідно з дослідженням Офісу Директора національної розвідки 2008 року, приватні підрядники складають 29 % робочої сили в американському розвідувальному співтоваристві та 49 % їхнього кадрового бюджету.

## Етимологія
Термін Розвідувальне співтовариство (англ. Intelligence Community) вперше був використаний під час перебування лейтенанта Вальтера Беделла Сміта на посаді директора Центральної розвідки (1950—1953).

## Історія
Розвідувальна інформація — це інформація, яку агенції збирають, аналізують та поширюють відповідно до запиту та вимог урядових лідерів. Розвідка — це широкий термін, який може означати, наприклад:
«Збір, аналіз і підготовка конфіденційної інформації для підтримки діяльності лідерів національної безпеки, включаючи політиків, військових командирів і членів Конгресу. Захист цих процесів та цієї інформації за допомогою контррозвідувальних заходів. Проведення таємних операцій, затверджених президентом. Розвідувальне співтовариство прагне надати цінну інформацію щодо важливих питань, збираючи необроблені розвідувальні дані, аналізуючи ці дані в контексті та виробляючи своєчасні та відповідні продукти для клієнтів на всіх рівнях національної безпеки — від бійців на полі бою до президента у Вашингтоні.»
Указ № 12333 поклав на розвідувальне співтовариство досягнення шести основних цілей:
Збір інформації, необхідної президенту, Раді національної безпеки, держсекретарю, міністру оборони та іншим посадовим особам виконавчої влади для виконання покладених на них обов'язків;
- Підготовка та надання розвідданих;
- Збір необхідної інформації здійснення заходів щодо захисту від розвідувальної діяльності, спрямованої проти США, міжнародної терористичної та/або наркотичної діяльності та іншої ворожої діяльності, спрямованої проти США іноземними державами, організаціями, особами та їх агентами;
- Спеціальна діяльність (визначається як діяльність, що здійснюється на підтримку цілей зовнішньої політики США[en] за кордоном, яка планується та виконується таким чином, щоб «роль уряду Сполучених Штатів не була очевидною або не визнавалася публічно», і здійснюється на підтримку такої діяльності, але яка не має на меті впливу на політичні процеси, громадську думку, політику або засоби масової інформації Сполучених Штатів і яка не охоплює дипломатичну діяльність або збір і підготовку розвідувальних даних або пов'язані з ними функції підтримки);
- Адміністративна та допоміжна діяльність у Сполучених Штатах та за кордоном, необхідна для виконання покладених функцій та
- Іншу розвідувальну діяльність, яку час від часу може визначати президент.

## Організація

Печатка Офісу Директора національної розвідки

Розвідувальне співтовариство очолює Директор Національної розвідки (DNI), статутне керівництво якого здійснюється через Офіс Директора Національної розвідки (ODNI). Розвідувальне співтовариство включає інші 17 членів:

### Список членів
| Печатка | Організація                                                            | Материнська організація               | Федеральний департамент | Рік створення |
| ------- | ---------------------------------------------------------------------- | ------------------------------------- | ----------------------- | ------------- |
|         | Офіс військово-морської розвідки (ONI)                                 | Військово-морські сили США            | Оборони                 | 1882          |
|         | Розвідка берегової охорони (CGI)                                       | Берегова охорона США                  | Внутрішньої безпеки     | 1915          |
|         | Бюро розвідки та досліджень (INR)                                      | Державний департамент США             | Державний               | 1945          |
|         | Центральне розвідувальне управління (ЦРУ)                              | немає                                 | Незалежна установа      | 1947          |
|         | 16-та повітряна армія (16 AF) (USAF ISR Enterprise)                    | Повітряні сили США                    | Оборони                 | 1948          |
|         | Агентство національної безпеки (АНБ) / Центральна служба безпеки (CSS) | Міністерство оборони США              | Оборони                 | 1952          |
|         | Національний офіс рекогностування (NRO)                                | Міністерство оборони США              | Оборони                 | 1961          |
|         | Агенція оборонної розвідки (АОР)                                       | Міністерство оборони США              | Оборони                 | 1961          |
|         | Корпус військової розвідки (MIC)                                       | Армія США                             | Оборони                 | 1977          |
|         | Офіс розвідки та контррозвідки (OICI)                                  | Міністерство енергетики США           | Енергетики              | 1977          |
|         | Розвідка корпусу морської піхоти (MCI)                                 | Корпус морської піхоти США            | Оборони                 | 1978          |
|         | Національне агентство геопросторової розвідки (NGA)                    | Міністерство оборони США              | Оборони                 | 1996          |
|         | Офіс розвідки та аналізу (OIA)                                         | Міністерство фінансів США             | Казначейства            | 2004          |
|         | Розвідувальний відділ (IB)                                             | Федеральне бюро розслідувань          | Юстиції                 | 2005          |
|         | Офіс розвідки національної безпеки (ONSI)                              | Управління боротьби з наркотиками     | Юстиції                 | 2006          |
|         | Офіс розвідки та аналізу (I&A)                                         | Міністерство національної безпеки США | Внутрішньої безпеки     | 2007          |
|         | Space Delta 7 (DEL 7) (USSF ISR Enterprise)                            | Космічні сили США                     | Оборони                 | 2020          |

### Виноски
1. ↑  Центральна служба безпеки АНБ також включає Кіберкомандування флоту ВМС США[en] та Батальйон криптологічної підтримки[en] Корпусу морської піхоти як частину їхнього теперішнього складу, а також членів співтовариства з армії (INSCOM), ВПС (16AF) та берегової охорони (CGI)), що зазначені вище.

### Програми
Розвідувальне співтовариство працює за двома окремими програмами:
- Національна програма розвідки (англ. National Intelligence Program, NIP), раніше відома як Національна програма зовнішньої розвідки (англ. National Foreign Intelligence Program), як визначено Законом про національну безпеку від 1947 року (зі змінами), «охоплює всі програми, проєкти і діяльність розвідувального співтовариства, а також будь-які інші програми розвідувального співтовариства, спільно визнчені Директором Національної розвідки і главою департаменту чи агентства Сполучених Штатів або президентом. Цей термін не охоплює програми, проєкти або діяльність військових відомств з метою отримання розвідувальних даних виключно для планування та проведення тактичних військових операцій Збройними силами Сполучених Штатів». Згідно із законом, Директор Національної розвідки керує Національною програмою розвідки та здійснює нагляд за її виконанням, хоча можливості для цього обмежені (див. розділ Організаційна структура та керівництво).
- Програма воєнної розвідки (англ. Military Intelligence Program, MIP) стосується програм, проєктів або діяльності військових відомств з метою отримання розвідувальних даних виключно для планування та проведення тактичних військових операцій Збройними силами Сполучених Штатів. Керівником Програми воєнної розвідки є заступник міністра оборони з питань розвідки, який також здійснює нагляд за її виконанням. У 2005 році Міністерство оборони об'єднало Об'єднану програму військової розвідки (англ. Joint Military Intelligence Program) та Програму тактичної розвідки та пов'язаної діяльності (англ. Tactical Intelligence and Related Activities), сформувавши Програму воєнної розвідки.

Оскільки визначення Національної програми розвідки та Програми воєнної розвідки у питаннях воєнної розвідки збігаються, віднесення розвідувальної діяльності до однієї з двох програм іноді виявляється проблематичним.

### Організаційна структура та керівництво

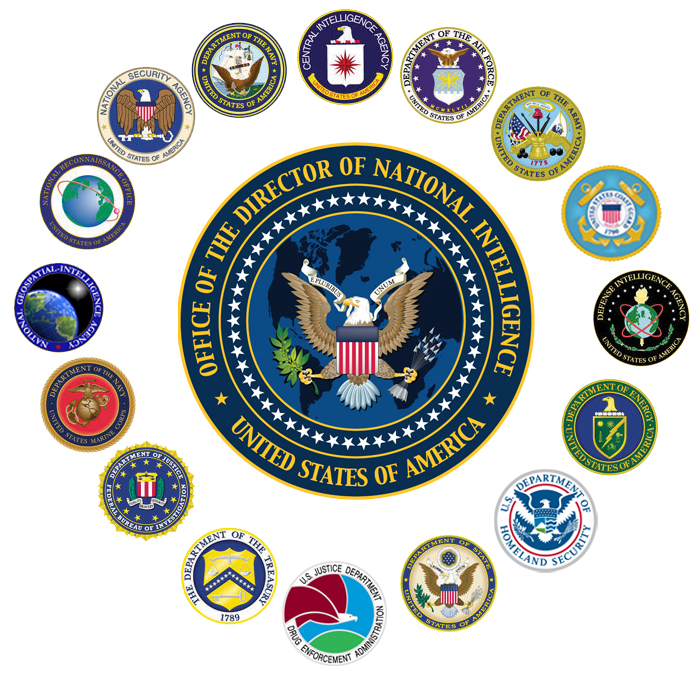

Загальна організація розвідувального співтовариства насамперед регулюється Законом про національну безпеку від 1947 року (зі змінами) та Указом № 12333. Статутні організаційні відносини були суттєво переглянуті з поправками до Закону про національну безпеку 2004 року що стосувалися реформи розвідки та запобігання тероризму.
Хоча розвідувальне співтовариство порівнює свій устрій із федерацією, загальну структуру розвідувального співтовариства краще порівнювати із конфедерацією через відсутність чітко визначеної, єдиної структури керівництва та управління. До 2004 року директор Центральної розвідки був головою розвідувального співтовариства, а також був директором ЦРУ. Основна критика такого підходу полягала в тому, що директор Центральної розвідки мало або взагалі не мав повноважень впливу на бюджетні питання інших агенцій розвідувального співтовариства і тому мав обмежений вплив на їхню діяльність.
Після ухвалення Закону про реформу розвідки та запобігання тероризму у 2004 році розвідувальне співтовариство очолив Директор Національної розвідки. Він здійснює керівництво розвідувальним співтовариством насамперед через статутні органи, у рамках яких він або вона:
- розробляє та виконує бюджет Національної програми розвідки;
- визначає цілі, пріоритети та настанови для розвідувального співтовариства; та
- управляє та призначає завдання зі збору, аналізу, підготовки та розповсюдження національної розвідки елементами розвідувального співтовариства.

Незважаючи на ці обов'язки, Директор Національної розвідки не має повноважень керувати та контролювати будь-який елемент розвідувального співтовариства, крім свого персоналу — офісу Директора Національної розвідки, а також Директор Національної розвідки не має повноважень наймати чи звільняти персонал в розвідувальному співтоваристві, за винятком персоналу свого офісу. Члени виконавчої влади підпорядковані та підзвітні керівникам відповідних департаментів, усі посадові особи на рівні уряду підпорядковуються президенту. За законом, лише директор Центрального розвідувального управління підпорядковується Директору Національної розвідки.
У світлі серйозних невдач розвідки в останні роки, які поставили під сумнів, наскільки добре розвідувальне співтовариство забезпечує національну безпеку США, особливо ті суб'єкти, які були відзначені Комісією 9/11 (Національна комісія з терористичних атак на Сполучені Штати) та «Комісією зі збройного масового ураження» (Комісія з розвідувальних спроможностей США щодо зброї масового ураження), влада та повноваження Директора Національної розвідки та загальна організаційна структура розвідувального співтовариства стали предметом інтенсивних дебатів у Сполучених Штатах.

### Міжвідомча співпраця
Раніше міжвідомчій співпраці та потоку інформації між агенціями-членами розвідувального співтовариства заважала політика, яка прагнула обмежити узагальнення інформації з міркувань конфіденційності та безпеки. Спроби реформувати та сприяти міжвідомчій співпраці в рамках розвідувального співтовариства включають технологічний, структурний, процедурний та культурний виміри. Приклади включають започаткування Intellipedia (вікі енциклопедичної інформації, пов'язаної з безпекою); створення Офісу Директора Національної розвідки, Національних розвідувальних центрів, створення посади Програмного менеджера Середовища обміну інформацією та Ради з обміну інформацією; юридичні та політичні рамки, встановлені Законом про реформу розвідки та запобігання тероризму 2004 року, Указом про обмін інформацією № 13354 та Указом № 13388, а також Національною стратегією розвідки 2005 року.

### Бюджет

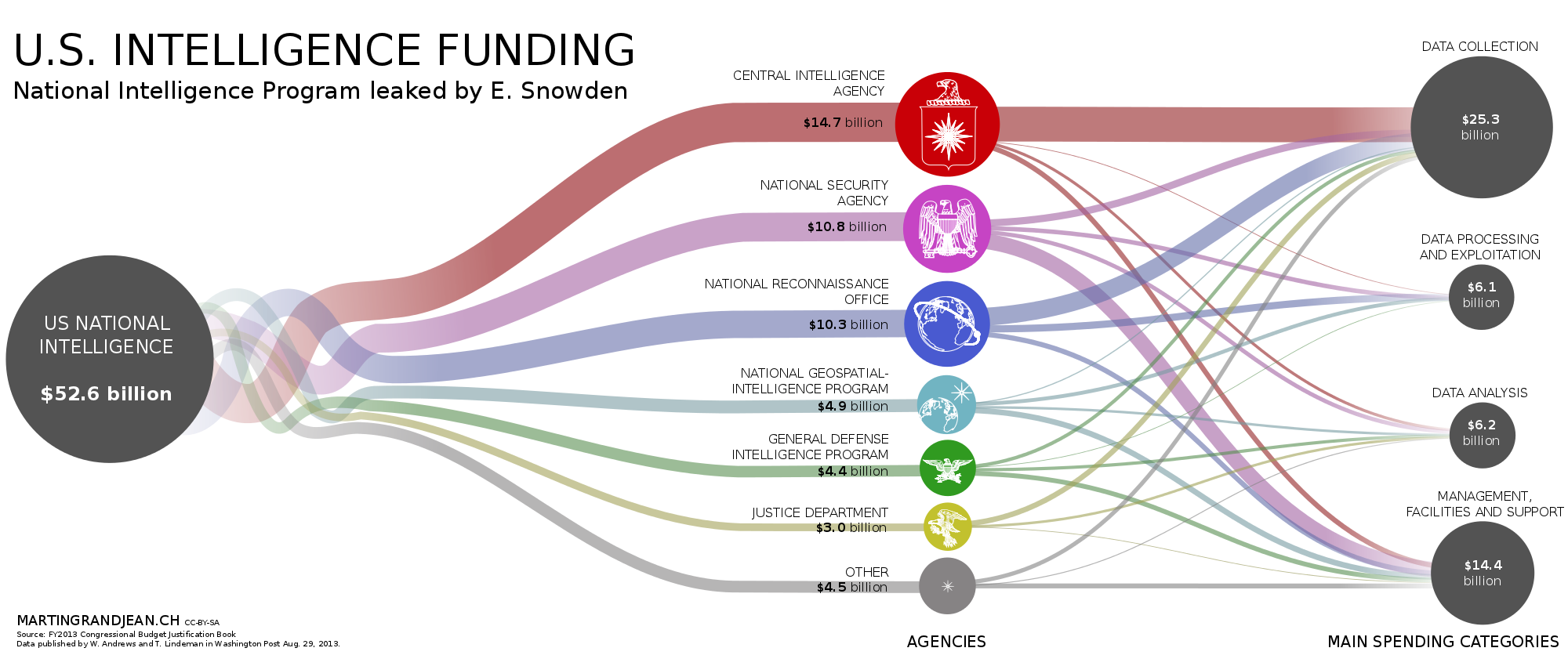
Візуалізація даних «чорного бюджету» розвідки США (2013)

Запланований бюджет розвідки США (за винятком програми воєнної розвідки) у 2013 фінансовому році становив 52,7 млрд дол. США, проте був зменшений до 49,0 млрд дол. США. Згідно із розсекреченими даними, відповідно до закону про виконання рекомендацій Комісії 9/11, у 2012 фінансовому році бюджет був рекордним і становив 53,9 млрд дол. США. У 2010 році бюджет розвідки США становив 53,1 млрд дол. США, 49,8 млрд дол. США у 2009 році, 47,5 млрд дол. США у 2008 році, 43,5 млрд дол. США у 2007 році та 40,9 млрд дол. США у 2006 році.
Згідно з даними Офісу Директора Національної розвідки за травень 2007 року, близько 70 відсотків бюджету розвідки надійшло підрядникам на постачання технологій та послуг (включаючи аналіз). За даними Центру стратегічних і бюджетних оцінок, витрати на розвідку, з урахуванням інфляції, за більш ніж десяти років зросли на третину.
У заяві про оприлюднення нових розсекречених даних, Директор Національної розвідки Майк Макконнелл заявив, що не буде додаткового розкриття таємної бюджетної інформації, крім загальної цифри витрат, оскільки «таке розкриття може зашкодити національній безпеці». Не було розсекречено, як розподіляються гроші між 16 спецслужбами та на що вони витрачаються. Такі видатки охоплюють зарплати приблизно 100 000 людей, багатомільярдні супутникові програми, літаки, зброю, електронні датчики, аналітичну розвідку, шпигунів, комп'ютери та програмне забезпечення.
29 серпня 2013 року Вашингтон пост опублікувала резюме Офісу директора національної розвідки із багатотомного обґрунтування бюджету Конгресу на 2013 фінансовий рік, надсекретного «чорного бюджету» розвідувального співтовариства США. У бюджеті розвідувального співтовариства на 2013 фінансовий рік детально описано, як 16 шпигунських агенцій використовують гроші та як вони виконують цілі, поставлені президентом та Конгресом. Експерти стверджують, що доступ до таких подробиць про шпигунські програми США безпрецедентний. Стівен Афтергуд з Федерації американських вчених, яка проводить аналіз питань національної безпеки, заявив, що «Це була титанічна боротьба лише за те, щоб розкрити найголовнішу цифру бюджету, і це постійно робилося лише з 2007 року… але справжнє розуміння структури та діяльності бюрократії розвідки було абсолютно недоступним для громадськості. Такого в історії не було.» Доступ до деталей бюджету дозволив вперше провести інформовані публічні дебати щодо витрат на розвідку, сказав співголова Комісії 9/11 Лі Г. Гамільтон. Він додав, що американців не слід виключати з бюджетного процесу, оскільки розвідувальне співтовариство має глибокий вплив на життя простих американців.

### Нагляд
Обов'язки з нагляду за розвідувальним співтовариством розподіляються як на виконавчу, так і на законодавчу владу. Основний виконавчий нагляд здійснюється Консультативною радою з питань розвідки при Президенті США, Радою об'єднаного розвідувального співтовариства США, Офісом генерального інспектора та Офісом менеджменту та бюджету. Основна наглядова юрисдикція Конгресу над розвідувальним співтовариством покладена на два комітети: Постійний спеціальний комітет Палати представників США з питань розвідки та Спеціальний комітет Сенату США з розвідки. Комітет Палати представників США зі збройних сил і Комітет Сенату США зі збройних сил розробляють законопроєкти, щоб щорічно санкціонувати бюджети розвідувальної діяльності Міністерства оборони, а комітети з асигнувань Палати представників і Сенату щорічно розробляють законопроєкти, щоб виділити бюджет розвідувальному співтовариству. Комітет Сенату США з питань внутрішньої безпеки та урядових справ взяв на себе провідну роль у формуванні законодавства про реформу розвідки у 108-му Конгресі США.